# BioHandel
Biohandel (BH, Eigenschreibweise BioHandel) ist eine deutsche Fachzeitschrift, deren Schwerpunkt in den Bereichen Bio-Lebensmittel und Naturkosmetik liegt, zu denen auch Reportagen, Studien und Hintergrundinformationen publiziert werden. Die monatlich erscheinende Printausgabe wird durch das Angebot auf der Website „biohandel.de“ ergänzt. Herausgeber ist die in Aschaffenburg ansässige bio verlag gmbh, die auch das Naturkostmagazin Schrot & Korn veröffentlicht. Vor dem Start des Magazins 2002 unter seinem Namen „BioHandel“ wurden die Inhalte unter dem Titel „Schrot & Korn Spezial“ veröffentlicht.

## Zielgruppe
Biohandel richtet sich an Bioläden und Bio-Filialketten sowie den konventionellen Lebensmittelhandel. Das Magazin hat eigenen Angaben zufolge zudem Leser bei Bio-Verbänden, Bio-Herstellern, Discountern und Drogeriemärkten.

## Themen
Das Fachmagazin zielt darauf ab, Einblicke und Know-how um den Handel mit Bio-Produkten zu vermitteln. Themen sind Strategien für den Verkauf von Bio-Produkten, Zahlen und Fakten zur Benchmark-Analyse von Handelsbetrieben, Best-Practice-Beispiele aus dem Händleralltag, Inspiration zur Ladengestaltung, Einblicke in Herstellerbetriebe, sowie Warenkunde-Wissen für die Kundenberatung. Ergänzt wird dies durch Bio-Nachrichten aus den Bereichen Handel, Politik und Landwirtschaft sowie durch tiefgehende Hintergrundreportagen, Analysen, Trendbeobachtungen und Personalien.

## Portfolio
Zusätzlich zur Print- und E-Paper-Version des Magazins bietet BioHandel ein Online-Angebot an. Dazu gehören die Webseite biohandel.de, ein Nachrichten-Newsletter sowie ein Produkt-Newsletter („Marktplatz“). Eine Wissens- und Lern-App um Warenkunde ergänzt das digitale Angebot. Die BioHandel-Akademie veranstaltet das „Marktgespräch“ und bietet einen gleichnamigen Podcast über Spotify und anderen Streaming-Anbietern an. In Zusammenarbeit mit Greenjobs betreibt BioHandel darüber hinaus eine Jobbörse für die Bio- und Nachhaltigkeitsbranche, die ebenfalls über die Webadresse biojobs.de erreichbar ist.